# Town and Country Planning Association

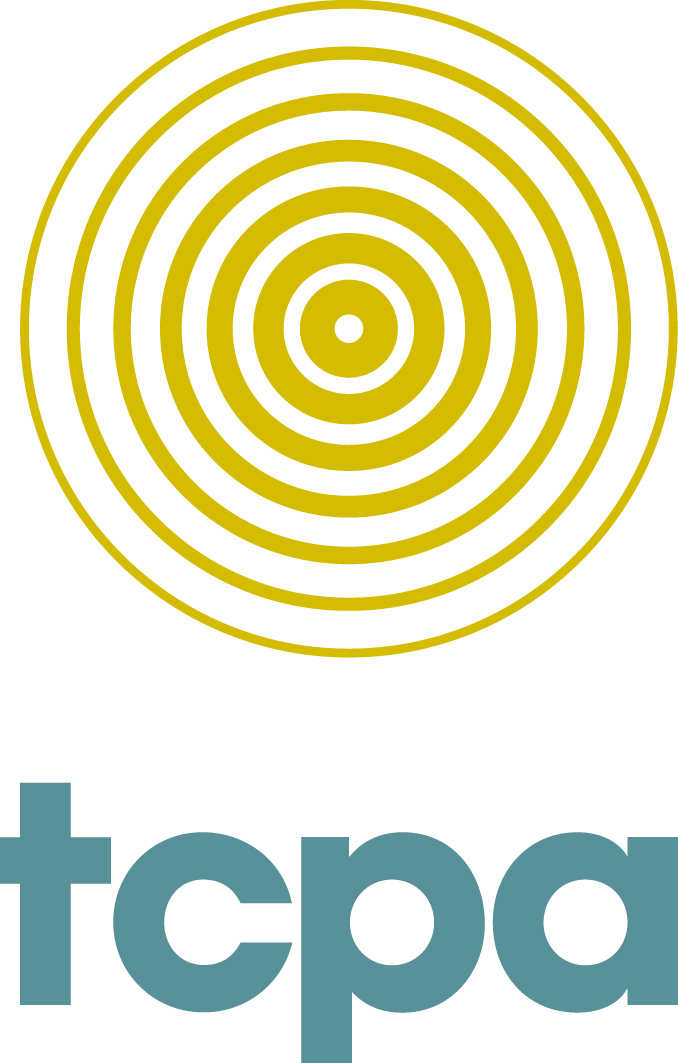
Logo.

La Town and Country Planning Association (TCPA) es una asociación dedicada a mejorar el estudio del urbanismo, tanto como arte como ciencia, basándose en la justicia social y el medio ambiente. Fue fundada en 1899 por Ebenezer Howard como la Garden City Association para promover el movimiento urbanístico de las ciudades jardín.

## Actividades
Entre sus otras actividades, la TCPA asesora al gobierno en materia de las ecociudades en el Reino Unido y ha redactado una serie de informes sobre temas relevantes como el transporte, suministro de agua, gestión de residuos y las energías renovables incluidos en la publicación Eco-towns Prospectus del gobierno.

## Publicaciones
- Town and Country Planning Association y David Lock, Eco-towns: scoping report. Helping to deliver a step change in the quality and availability of homes for the people of England (enlace roto disponible en Internet Archive; véase el historial, la primera versión y la última)., London, TCPA, 2007
- Department of Communities and Local Government, Eco-towns Prospectus, London, TCPA, July 2007